# Annie Elizabeth Delany
Annie Elizabeth « Bessie » Delany, née le 3 septembre 1891 à Raleigh et morte le 25 septembre 1995 à Mount Vernon, est une pionnière afro-américaine des droits civiques qui fait l'objet, avec sa sœur aînée, Sadie, du livre d'histoire orale Having Our Say: The Delany Sisters' First 100 Years, écrit par la journaliste Amy Hill Hearth (en). Delany obtient un doctorat en chirurgie dentaire (DDS) de l'université Columbia en 1923 et est la deuxième femme noire autorisée à exercer la dentisterie dans l'État de New York. Avec la publication du livre, elle devient célèbre à l'âge de 101 ans.

## Biographie
Bessie Delany est la troisième des dix enfants du révérend Henry Beard Delany (1858-1928), la première personne noire élue évêque de l'Église épiscopalienne des États-Unis, et Nanny (Logan) Delany (1861-1956), éducatrice. Henry Beard Delany est né esclave à St. Mary's, en Géorgie. Nanny Logan est née dans une communauté alors connue sous le nom de Yak, en Virginie, à sept miles de Danville.
Bessie Delany est née et grandit sur le campus de l'école St. Augustine (aujourd'hui université) à Raleigh, en Caroline du Nord, où son père est directeur adjoint et sa mère, enseignante et administratrice. Delany est diplômée de l'école en 1911. En 1918, elle suit sa sœur à New York. Elle s'inscrit à l'université Columbia, où elle obtient son diplôme d'odontologie en 1923. Sur 170 étudiants de sa promotion, elle est la seule femme noire. Elle partage un cabinet dentaire avec son frère, le Dr HB Delany Jr., au 2305 Septième Avenue, puis au 2303 Septième Avenue, à Harlem. Tout au long de sa vie, Bessie Delany participe à de nombreuses manifestations et marches et encouragent les organisateurs des droits civiques à se réunir dans son bureau et celui de son frère.
Delany meurt à l'âge de 104 ans à Mount Vernon, New York, où elle réside depuis longtemps. Elle est enterrée au cimetière Mount Hope à Raleigh, en Caroline du Nord.

## Having our Say: The Delany Sisters' First 100 Years
En 1991, Delany et sa sœur Sadie sont interviewées par la journaliste Amy Hill Hearth, qui écrit un article à leur sujet pour le New York Times (« Deux « jeunes filles » avec des histoires centenaires à raconter »). Un éditeur de livres de York lit l'article et demande à Heart d'écrire un livre complet sur les sœurs. Hearth et les sœurs travaillent en étroite collaboration pendant deux ans pour créer le livre Having our Say: The Delany Sisters' First 100 Years qui traite des épreuves et des tribulations auxquelles les sœurs ont été confrontées au cours de leur siècle de vie. Le livre reste sur la liste des best-sellers du New York Times pendant 105 semaines. Il est adapté en une pièce de théâtre de Broadway écrite et réalisée par Emily Mann en 1995 et un téléfilm en 1999. Les adaptations théâtrales et cinématographiques ont été produites par Judith R. James et le Dr Camille O. Cosby.
En 1994, les sœurs et Hearth ont publié The Delany Sisters' Book of Everyday Wisdom. Après la mort de Bessie, Sadie Delany et Hearth ont créé un troisième livre, On My Own at 107 ; Réflexions sur la vie sans Bessie.
Ses frères et sœurs sont :
- Lemuel Thackara Delany (1887-1956)
- Sarah Louise (« Sadie ») Delany (1889-1999)
- Julia Emery Delany (1893-1974)
- Henry Delany, Jr. (1895-1991)
- Lucius Delany (1897-1969)
- William Manross Delany (1899-1955)
- Hubert Thomas Delany (1901-1990)
- Laura Edith Delany (1903-1993)
- Samuel Ray Delany (1906-1960)

## Publications
- (en) Delany, Sarah L., Delany, A. Elizabeth et Hearth, Amy Hill, Having Our Say: The Delany Sisters' First 100 Years, New York, Kodansha America, 1993 (ISBN 978-1-56836-010-2)
- (en) Delany, Sarah L., Delany, A. Elizabeth et Hearth, Amy Hill, The Delany Sisters' Book of Everyday Wisdom, New York, Kodansha America, 1994 (ISBN 978-1-56836-042-3)
- (en) Delany, Sarah L., Delany, A. Elizabeth et Hearth, Amy Hill, On My Own at 107: Reflections on Life Without Bessie, San Francisco, Harper, 1997 (ISBN 978-0-06-251485-1)
- « Sarah Louise "Sadie" Delany », Columbia250, Columbia University, 2008 (consulté le 10 novembre 2008)

- (en) « Secrets of Long Life From 2 Who Ought to Know; In Their Book, Westchester Sisters Share Lessons From More Than a Century of Living », The New York Times,‎ 23 septembre 1993 (lire en ligne)